# یواس‌اس کانوها (۱۸۹۶)
یواس‌اس کانوها (۱۸۹۶) (به انگلیسی: USS Kanawha (1896)) یک کشتی است که طول آن ۱۱۴ فوت (۳۵ متر) می‌باشد. این کشتی در سال ۱۸۹۶ ساخته شد.